# Liste der Berge auf Martinique
Liste der Berge auf Martinique

## Nördlicher Teil der Insel
- Montagne Pelée (Vulkan), 1397 m (höchster Berg auf Martinique)
- Morne Macouba, 1282 m
- Pitons du Carbet (Piton Lacroix 1196 m, Piton Dumauzé 1109 m, Piton de l’Alma 1105 m, Piton Boucher 1069 m)
- Morne Piquet, 1159 m
- Piton Marcel, 1017 m
- Morne Chapeau Nègre, 911 m
- Piton Mont Conil, 895 m
- Morne Jacob, 884 m
- Aileron, 824 m
- Morne du Lorrain, 785 m
- Morne Bellevue, 693 m

## Südlicher Teil der Insel
- Montagne du Vauclin, 504 m (höchster Berg der Südinsel)
- Morne Larcher, 478 m
- Morne Bigot, 467 m
- Morne Genty, 400 m

- Karte mit allen verlinkten Seiten:
- OSM |
- WikiMap